# Експериментальна сільська рада
Експеримента́льна сільська рада (рос. Экспериментальный сельский совет) — сільське поселення у складі Оренбурзького району Оренбурзької області Росії.
Адміністративний центр — селище Експериментальний.

## Населення
Населення — 3173 особи (2019; 2662 в 2010, 2468 у 2002).

## Склад
До складу сільської ради входять:
| Населений пункт           | Населення, осіб (2002) | Населення, осіб (2010) |
| ------------------------- | ---------------------- | ---------------------- |
| № 20, селище              | 184                    | 206                    |
| Експериментальний, селище | 1788                   | 1928                   |
| Світлогорка, селище       | 280                    | 266                    |
| Чистий, селище            | 216                    | 262                    |